# Harald Halvorsen
Harald Halvorsen (Østre Aker, Oslo, 16 de novembre de 1878 – Oslo, 11 d'agost de 1965) va ser un gimnasta noruec que va competir a cavall del segle xix i el segle XX i disputà dues edicions dels Jocs Olímpics.
El 1906 va prendre part en els Jocs Intercalats d'Atenes, en què guanyà la medalla d'or en la prova per equips del programa de gimnàstica. Dos anys després, als Jocs de Londres tornà a disputar la prova per equips i guanyà la medalla de plata.